# Club de Deportes Santiago Morning (femenino)
El Club de Deportes Santiago Morning también llamado Santiago Morning Femenino es la rama femenina del club de fútbol chileno del mismo nombre, radicado en la ciudad de Santiago. Milita actualmente en la Primera División de fútbol femenino de Chile, en donde participó por primera vez en 2008, como miembro fundador, obteniendo el cuarto lugar.
La rama femenina fue creada en 2008 para la participación del torneo de aquel año, conocido como Primera División de fútbol femenino de Chile, máxima categoría del fútbol femenino profesional en Chile. Es organizada por la Asociación Nacional de Fútbol Profesional (ANFP), desde aquel torneo ha sido un constante participante.
Sus rivales tradicionales son Colo Colo Femenino y Universidad de Chile Femenino con quienes protagoniza los llamados Clásico metropolitano.

## Historia
El club fue fundado un 6 de febrero del año 2000, cuando las futbolistas Ximena Alburquenque, Carmen Gloria Arce y Verónica Banda junto al entrenador Claudio Quintiliani le propusieron al dirigente de Santiago Morning, Demetrio Marinakis usar el nombre de la institución para participar los torneos organizados por ese entonces por la Asociación Nacional de Fútbol Amateur (ANFA). En esos años, las chaguitas ganaron el Torneo Regional Metropolitano en 2000 y 2002.  
Luego de la creación de la Primera División de fútbol femenino de Chile en 2008, el club fue uno de sus fundadores. En aquella época, el club logró los subcampeonatos en ambos torneos del 2014, tanto Apertura, como el Clausura, así como el Clausura 2016, donde perderían con Colo-Colo por 4 a 0 en la final, y el Clausura 2017.
En 2018, salen campeonas por primera vez, al derrotar a Palestino por 3-2, en la final del aquel campeonato, jugada en el Estadio Nacional
El año 2019, Santiago Morning se convirtió en el primer club del fútbol femenino chileno en realizar contratos profesionales a parte de sus jugadoras. Ese mismo año jugó su primera Copa Libertadores Femenina, en la cual serían eliminadas en cuartos de final por Corinthians, con un estrepitoso 7 a 0.
Aquel año logra ganar por segunda vez el campeonato nacional, está vez sin disputar una final, debido a la suspensión del campeonato por el Estallido social.
En el campeonato de Transición 2020 logra un histórico tricampeonato, tras vencer en la final a Universidad de Chile por 2 a 0.
En 2021, termina su racha ganadora, ya que pierde el campeonato ante la Universidad de Chile por 2 a 0, en la final jugada en el Santa Laura. Además en la Copa Libertadores de aquel año tuvieron un mal desempeño, ya que fueron eliminadas en la fase de grupos.
El año 2025 se desmantela el equipo, dejando partir a 18 jugadoras y teniendo que rearmar por completo el plantel.  Incluso, el club partió el torneo con tres puntos menos debido a problemas administrativos.

## Jugadoras

### Altas 2025
| Jugadora           | Posición      | Procedencia               | Tipo            |
| ------------------ | ------------- | ------------------------- | --------------- |
| Catalina Gajardo   | Portera       | Palestino                 | Préstamo        |
| Yocelyn Cisternas  | Defensa       | Audax Italiano            |                 |
| Antonia Aguirre    | Defensa       | Agente libre              |                 |
| María Silva        | Defensa       | Deportes Antofagasta      |                 |
| Victoria Caballero | Defensa       | Universidad de Concepción |                 |
| Emilia Pastrián    | Mediocampista | Universidad Católica      |                 |
| Tamara Mansilla    | Mediocampista | Cobresal                  |                 |
| Catalina Martabit  | Mediocampista | Magallanes                |                 |
| Dominic Luna       | Delantera     | Deportes Antofagasta      |                 |
| Javiera Ramírez    | Delantera     | Cobresal                  | Fin de préstamo |
| Isidora Hernández  | Delantera     | Agente libre              |                 |
| Constanza Reveco   | Delantera     | Universidad de Concepción |                 |
| Estefany Vargas    | Delantera     | Magallanes                |                 |

### Bajas 2025
| Jugadora             | Posición      | Destino                     | Tipo            |
| -------------------- | ------------- | --------------------------- | --------------- |
| Jael Benítez         | Portera       | Gimnasia y Esgrima La Plata |                 |
| Su Helen Galaz       | Defensa       | Universidad de Chile        |                 |
| Ámbar Soruco         | Defensa       | Unión Española              |                 |
| Bárbara Muñoz        | Defensa       | Unión Española              |                 |
| Daniela Pardo        | Defensa       | Unión Española              |                 |
| Naiara Kapstein      | Defensa       | Cobresal                    |                 |
| Slami Portuguez      | Defensa       | Bandera de ?                |                 |
| Ámbar Figueroa       | Mediocampista | Universidad Católica        |                 |
| Sofía Hartard        | Mediocampista | Universidad Católica        |                 |
| Valentina Navarrete  | Mediocampista | Universidad de Chile        |                 |
| Thayla Sousa         | Mediocampista | Bandera de ?                |                 |
| Bárbara Araujo       | Mediocampista | Bandera de ?                |                 |
| Martina Oses         | Mediocampista | Palestino                   | Fin de préstamo |
| Nicole Fajre         | Mediocampista | Universidad de Concepción   |                 |
| María Salinas        | Mediocampista | Audax Italiano              |                 |
| Mary Valencia        | Delantera     | Colo-Colo                   |                 |
| Camila Pavez         | Delantera     | Universidad de Chile        |                 |
| Maya Pellegrini      | Delantera     | Molfetta Futsal             |                 |
| María Eduarda Santín | Delantera     | Botafogo                    |                 |
| María José Rojas     | Delantera     | Flinders United             |                 |

## Entrenadores
- Alex Castro (2013-2016) [15]
- Paula Navarro (2017-2021)
- Marco Olea (2021)
- María Pry (2021)
- Milenko Valenzuela (2022)
- Paula Navarro (2023-2024)
- Alex Castro (2025-) [15]

## Palmarés

### Torneos nacionales
- Primera División (3): 2018, 2019 y Transición 2020
- Subcampeón de la Primera División (6): Apertura 2014, Clausura 2014, Clausura 2016, Clausura 2017, 2021, 2023

### Otros títulos
- Campeonato nacional de Fútbol Playa Femenino (1): 2015.[16]